# Сухих, Павел Валерьевич
Хихус (Павел Валерьевич Сухих; 3 марта 1968, СССР — 29 июня 2018, Израиль) — российский автор комиксов, мультипликатор, художник и художник-мультипликатор. Организатор ежегодного российского фестиваля комиксов «КомМиссия» и номинант кинопремии «Золотой орёл» за 2010 год.

## Биография
Родился 3 марта 1968 года в Москве. Родители — Валерий Фёдорович и Елена Сигизмудовна Сухих, окончили Московский институт нефтехимии и газа. Мама работала программистом в отделе информатики в Институте нефти и химии, отец занимался автоматизацией в конструкторском бюро.
Получив художественное образование в СССР, переехал в Данию, где получил второе художественное образование.
Его псевдоним является обратным прочтением фамилии.
После падения Берлинской стены переехал в Германию, в 1996 году вернулся в Россию.
Первым известным произведением стал комикс «Красные башмачки» — пересказ сказки Ганса Христиана Андерсена. Комикс был издан более тридцати раз и переведён на четыре языка.
В России стал первым арт-директором журнала «Афиша», позже — одним из самых известных российских художников комиксов, лидером движения комиксистов «Люди мёртвой рыбы», а также идеологом проекта «Респект».
На рубеже веков публиковался в известном журнале «Птюч».
В этот же период выпустил комикс «История жизни Усамы бен Ладена».
В 2000 году стал главным редактором нового журнала фантастики и комиксов «Фантом», выпускаемого издательством Gameland. С 2000 по 2001 год вышло четыре номера и был свёрстан пятый, но далее издатель прекратил финансирование журнала. На базе журнала сложилась группа художников, позднее ставшая «Людьми мёртвой рыбы».
Совместно с Натальей Монастырёвой был создателем первого российского фестиваля комиксов «КомМиссия», который прошёл с 1 по 10 февраля 2002 года.
В 2009 году вышла книга «Космогонево. Удивительная книга с картинками афтора», которая является иллюстрированной прозой.
В 2010 году «Мастер-фильм» и Фонд социально-культурных программ «Губерния» представили мультипликационный фильм «Человек в пенсне» из цикла «Рассказы А. П. Чехова», в котором Хихус был автором сценария и режиссёром. «Рассказы А. П. Чехова» создавались к 150-летию со дня рождения Антона Павловича Чехова и в 2010 году были номинированы на премию «Золотой орёл» за лучший анимационный фильм.
В 2014 году, на 19-м Суздальском фестивале анимации был представлен анимационный фильм «Как я похудел на 21 грамм» (указанный вес души отсылает к фильму 21 грамм режиссёра Алехандро Гонсалеса Иньярриту).
Мультипликационный фильм получил известность, соавторами этой ленты стали Хихус и Константин Комардин.
Последним произведением автора стал полнометражный мультфильм «Планета Хумра» (часть проекта ХУМРА). По его словам, работа над ним проходила в Камбодже и длилась три года. Сам Хихус последние несколько лет жил в Юго-Восточной Азии. Фильм вышел примерно за месяц до смерти автора.
Умер 29 июня 2018 года в Израиле, где проходил лечение от онкологического заболевания. Об этом сообщил его друг Сергей Кузнецов, который также поделился подробностями о последних годах его жизни.